# Paropsides catherinae
Paropsides catherinae es una especie de insecto coleóptero de la familia Chrysomelidae.
Fue descrita científicamente en 2003 por Daccordi & De Little.